# Les Sages
Les Sages est un groupe de rock indépendant américain, originaire de Salt Lake City, dans l’Utah. Le groupe signe chez le label Deep Elm en 2009.

## Biographie
Le groupe se compose de quatre frères : Joe Larson (chant, piano, basse), Andrew Larson (chant, piano, basse), Peter Larson (chant, guitare), Kris Larson (chant, guitare), et d'un ami proche Andrew McQuay (batterie). Les Larson sont nés au Canada, mais vivent aux États-Unis depuis leur plus jeune âge. Les quatre frères chantent ensemble depuis toujours, c'est pour cela qu'ils commenceront à composer ensemble en grandissant. Ainsi, en mai 2008, ils forment ensemble leur groupe, Les Sages. 
Le nom Les Sages vient du fait que les frères Larson ont vécu au Canada, et que le français est une des langues nationale de ce pays.
La même année de sa création en 2008, le groupe met bout à bout certains morceaux qu'ils ont composés, ce qui construira leur premier album studio, Animals, qu'ils publient sur Internet. Le groupe est alors choisi par le label Deep Elm Records, et entame l'enregistrement de leur second opus, Share This, qui sortira le 4 mai 2010. Share this est noté par la presse spécialisée américaine,,,. Le label Deep Elm, ne produit plus de copie physique pour les albums sortis. Les deux albums du groupe ne sont donc disponibles que sur les plateformes de téléchargement légaux.